# جو هالي
جو هالي هو واثب عالي كندي، ولد في 16 أكتوبر 1913 في ترايل في كندا، وتوفي في 1997.
تنافس في دورة الألعاب الأولمبية الصيفية عام 1936. ولد في جزر ريد، نوفا سكوتيا وعاش في بيكتو، قبل أن ينتقل إلى مدينة تريل في كولومبيا البريطانية في سن الثانية عشرة.
في عام 1936، حصل على المركز الثاني عشر في منافسة الوثب العالي. في دورة ألعاب الإمبراطورية البريطانية عام 1934، فاز بالميدالية الفضية في مسابقة الوثب العالي، متأخراً بقفزة واحدة عن الميدالية الذهبية التي حصل عليها المتنافس إدوين ثاكر من جنوب إفريقيا. بعد أربع سنوات، احتل المركز السادس في مسابقة الوثب العالي في دورة ألعاب الإمبراطورية عام 1938. جو هالي يحمل رقماً قياسياً في القفز العالي في كندا. وتم تسمية مسار بيضاوي في مدينة وارفيلد في كولومبيا البريطانية على شرفه.

## وصلات خارجية
- جو هالي على موقع أوليمبيديا (الإنجليزية)